# Ruta europea E901
La E-901 forma parte de la Red de Carreteras Europeas, concretamente de las carreteras de clase B. Se trata de un eje secundario que comienza en Madrid y finaliza en Valencia, por lo tanto su trazado recorre solamente España. Su longitud es de 352km, y coincide con la Autovía del Este o A-3. 
Empieza desde la Plaza del Conde de Casal y a la altura de la M-40 y la M-30, se incorpora a la A-3 (Autovía del Este) con dirección a Valencia. Tras 352 kilómetros llega a la Avenida del Cid de Valencia, donde se incorpora a la carretera nacional N-3. Termina en la Playa de la Malvarrosa de Valencia.